# Battus belus
Battus belus (лат.) — вид дневных бабочек из семейства парусников (Papilionidae). Выделяют пять подвидов.
Размах крыльев 80—100 мм. Верхняя сторона крыльев чёрная с синим или зелёным отливом. Нижняя сторона крыльев тёмно-коричневая с перламутровым блеском. Задние крылья без «хвостиков».
Коричневые с чёрными отметинами гусеницы питаются на растениях рода кирказон (Aristolochia) семейства Кирказоновых (Aristolochiaceae).

## Распространение
Обитают во влажных тропических лесах Центральной и Южной Америки (Неотропика) на территории от Гватемалы до Венесуэлы, в Гайане, Суринаме, Бразилии (штаты Пара и Амазонас), Колумбии, Перу и Боливии.

## Подвиды
Выделяют пять подвидов:
- Battus belus aureochloris (Brown, 1994) — Бразилия, штат Пара.
- Battus belus belemus (Bates, 1864) — Бразилия, штаты Пара и Амазонас.
- Battus belus belus (Cramer, 1777) — Суринам, Гайана.
- Battus belus cochabamba (Weeks, 1901) — Боливия, Перу.
- Battus belus varus (Kollar, 1850) — от Гватемалы до Венесуэлы; Колумбия, Перу; Бразилия, штат Амазонас.